# Utricularia tenuissima
Utricularia tenuissima este o specie de plante carnivore din genul Utricularia, familia Lentibulariaceae, ordinul Lamiales, descrisă de Thomas Gaskell Tutin. Conform Catalogue of Life specia Utricularia tenuissima nu are subspecii cunoscute.